# Bromus nepalensis
Bromus nepalensis är en gräsart som beskrevs av Aleksandre Melderis. Bromus nepalensis ingår i släktet lostor, och familjen gräs. Inga underarter finns listade i Catalogue of Life.